# Thomas Meunier
Thomas Meunier (* 12. září 1991 Sainte-Ode) je belgický profesionální fotbalista, který hraje na pozici pravého obránce za francouzský klub Lille a za belgický národní tým.

## Klubová kariéra
Meunier debutoval v profi kopané v dresu RE Virton. Od roku 2011 hrál za Club Brugge KV. V létě 2016 přestoupil po evropském šampionátu do francouzského klubu Paris Saint-Germain.

## Reprezentační kariéra
Thomas Meunier hrál za belgické reprezentační výběry do 15 a do 21 let. Za výběr U15 odehrál jedno střetnutí (gól nevstřelil) a za U21 nastoupil k 7 zápasům a jednou skóroval.

### A-mužstvo
V A-mužstvu Belgie debutoval 14. listopadu 2013 v přátelském utkání v Bruselu proti národnímu týmu Kolumbie (porážka 0:2).
Trenér Marc Wilmots jej nominoval na EURO 2016 ve Francii, kde byli Belgičané vyřazeni ve čtvrtfinále Walesem po porážce 1:3. Nastoupil ve čtyřech z pěti zápasů svého mužstva na šampionátu.